# Boeing OC-135B Open Skies
El avión de observación OC-135B Open Skies de la Fuerza Aérea de los Estados Unidos confirma el Tratado de Cielos Abiertos. El avión, un WC-135B modificado, realiza, desarmado, vuelos de observación sobre los participantes del tratado. Tres aviones OC-135B fueron modificados por la 4950th Test Wing del Centro de Sistemas Aeronáuticos, en la Wright-Patterson Air Force Base, en Ohio. El primer OC-135B operativo fue asignado al 24th Reconnaissance Squadron en la Offutt AFB en octubre de 1993. Actualmente está equipado con un equipo básico de navegación y sensores, y fue emplazado en almacenamiento seguro en el Aerospace Maintenance and Regeneration Center, en la Davis-Monthan Air Force Base, cerca de Tucson, Arizona, en 1997. Dos OC-135B totalmente operativos fueron entregados en 1996 con la adición completa de sensores autorizados por el tratado, que incluye un escáner de línea infrarroja, radar de apertura sintética y sensores de exploración de vídeo.

## Diseño
El interior acomoda a 35 personas, incluyendo la tripulación de vuelo, la tripulación de mantenimiento del avión, representantes extranjeros y tripulantes de la Agencia para la Reducción de Amenazas a la Defensa (DTRA) del Departamento de Defensa estadounidense. Las cámaras instaladas incluyen una cámara de encuadre KS-87E vertical y dos oblicuas, usadas para fotografía a baja altitud (aproximadamente a 900 m sobre el terreno), y una cámara panorámica KA-91C, que explora de lado a lado para proporcionar un amplio barrido para cada imagen, usada para fotografía a gran altitud, a aproximadamente 11000 m.
El sistema de anotación y grabado de datos (DARMS) procesa las señales de navegación, altitud, hora y cámara, para anotar cada fotografía con la correcta posición, altitud, hora, ángulo de alabeo y otra información. Además, este sistema graba cada fotografía tomada según la posición de la cámara, del marco y de la navegación. Un teclado con trackball es el dispositivo de entrada para este sistema. Dos monitores VGA a color Barco de 30 cm muestran las anotaciones y otros datos de las cámaras en pantalla, para su uso por el operador de sensores y el observador.
El control de cámaras, localizado en la consola del operador de sensores, opera y ajusta las cámaras individualmente en las funciones de cobertura de nubes, superposición de marcos y otras. La consola del operador de sensores acomoda a cuatro personas y tiene todo el equipamiento enumerado arriba más el control de la calefacción de la bodega de las cámaras, cronómetros, oxígeno de emergencia, interfono e iluminación individual. La consola de seguimiento de vuelo también acomoda a cuatro personas e incluye la mayoría del equipamiento enumerado arriba, excepto los controles de cámara y el DARMS.
Siete refrigeradores comerciales Norcold Tek II con unidades de refrigeración individual mantienen el control de la temperatura y la humedad para mantener el rendimiento máximo de la película. Las unidades pueden desmontarse del avión si es necesario, para transportar la película. Los refrigerantes son capaces de almacenar 12000 m de película.

### Trayectoria de vuelo
El avión vuela en su trayectoria de vuelo prevista durante toda la misión sin depender de dispositivos de navegación terrestres. Un sistema comercial de primera línea, INS/GPS Litton 92, que es un sistema de navegación inercial (INS) con un sistema de posicionamiento global (GPS), proporciona actualizaciones continuas. El GPS actualiza el INS varias veces por segundo para corregir cualquier desviación en la trayectoria de vuelo. El INS también proporciona latitud, longitud, tiempo, ángulo de alabeo y altitud barométrica de forma precisa al DARMS y al sistema de cámaras. Un ordenador de velocidad verdadera proporciona datos de velocidad del aire al INS.
Un altímetro combinado de radar de altura proporciona al piloto altura precisa sobre el terreno con propósitos relativos a la navegación, así como una señal al DARMS para anotación en la película. Es preciso de 0-15000 m sobre el nivel del terreno. Además, un altímetro métrico está instalado en el panel de instrumentos del piloto como referencia de altitud cuando se sobrevuelan países que usan metros como referencia de altura.
Los aviones están siendo actualizados con la modernización Block 30 Pacer Crag Navigational System, un primer paso para hacer que cumplan con las directrices Global Air Traffic Management y Global Air Navigation Standards, ordenadas por la Organización de ICAO.

### Modificaciones
Las modificaciones del OC-135B se centran alrededor de las cuatro cámaras instaladas en la parte trasera del avión. Ya que su misión principal es tomar fotografías, la mayoría de los equipos y sistemas instalados proporcionan apoyo directo a las cámaras y al operador de cámaras. Otras modificaciones del avión también incluyen la instalación de una unidad de potencia auxiliar, un compartimento de equipaje de la tripulación, una consola para el operador de sensores, otra de seguimiento de vuelo y aviónica modernizada. Aunque el avión presenta una gran ventana en la puerta de carga, sólo es una reminiscencia de su anterior tarea de reconocimiento atmosférico.
Otras modificaciones refuerzan a la tripulación. Un sistema de oxígeno gaseoso reemplaza al de oxígeno líquido para hacerlo más compatible con las aeropuertos extranjeros, y un sistema de luces fluorescentes fue añadido en la cabina para proporcionar la luz adecuada a las operaciones e inspecciones. Cuatro modernos asientos con una mesa de conferencias, interfono, luz y oxígeno comprenden el puesto del comandante de misión para los respectivos comandantes de misión nacionales. Un sistema de interfonía de cuatro canales permite comunicaciones internas entre varios elementos a bordo. La unidad de potencia auxiliar permite al avión arrancar los motores y proporciona potencia eléctrica y calefacción de cabina, independientemente del equipo de apoyo de tierra. Fue fabricado por Allied Signal, y fue instalado y diseñado por E-Systems y World Auxiliary Power Company.
Los aviones fueron asignados al Mando Aéreo de Combate en la 55th Wing, 45th Reconnaissance Squadron, Offutt Air Force Base cerca de Omaha, Nebraska, para realizar operaciones, entrenamiento y mantenimiento. Cuando entra en servicio, la tarea del ACC es transportar un equipo de observación DTRA a un aeropuerto de punto de entrada Open Skies, y realizar un vuelo de observación, y luego devolver el equipo a los Estados Unidos continentales.

## Operadores
Estados Unidos
- Fuerza Aérea de los Estados Unidos

## Especificaciones (OC-135)

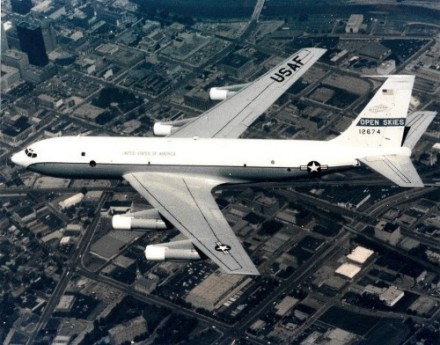
OC-135.

### Características generales
- Tripulación: Siete (tres pilotos, dos navegadores, y dos técnicos de mantenimiento de sensores), también tripulación de vuelo de misión DTRA: comandante de la misión, comandante de la misión adjunto, dos operadores de sensores y un observador de vuelo.
- Longitud: 41,53 m
- Envergadura: 39,88 m
- Altura: 12,70 m
- Superficie alar: 226 m²
- Peso vacío: 44663 kg
- Peso cargado: 135000 kg
- Peso máximo al despegue: 146000 kg
- Planta motriz: 4× turbofán con reversor de empuje Pratt and Whitney TF33-P-5.
  - Empuje normal: 80 kN (18000 lbf) de empuje cada uno.

### Rendimiento
- Velocidad nunca excedida (Vne): 933 km/h
- Alcance: 5550 km
- Techo de vuelo: 15200 m (50000 pies)
- Régimen de ascenso: 24,83 m/s (4900 pies/min)

### Desarrollos relacionados
- Boeing C-135 Stratolifter
- Boeing KC-135 Stratotanker
- Boeing WC-135 Constant Phoenix

### Secuencias de designación
- Secuencia C- (Aviones de Carga del USAAS/USAAC/USAAF/USAF (1925-1962)): ← C-132 - C-133 - C-134 - C-135/KC-135 - C-136 - C-137 - C-140 →